# La Célèbre Grenouille sauteuse du comté de Calaveras
La Célèbre Grenouille sauteuse du comté de Calaveras (The Celebrated Jumping Frog of Calaveras County) est un conte de Mark Twain, publié pour la première fois dans une première version en 1865 dans un journal new-yorkais, le Saturday Press, puis repris en volume, le premier de l'auteur, en 1867, et réédité dans les Esquisses anciennes et nouvelles en 1875, accompagné d'une traduction française. Ce conte est l'un des tout premiers de l'auteur, celui par lequel il gagna une reconnaissance nationale et c'est encore aujourd'hui l'un de ses plus fameux.

## Résumé
Le narrateur rapporte l'histoire que Simon Wheeler lui a contée à propos d'un parieur compulsif nommé Jim Smiley.
À la demande d'un de ses amis, le narrateur rend visite à Simon Wheeler pour lui demander des nouvelles de Léonidas W. Smiley. Le narrateur soupçonne qu'il s'agit d'une blague, d'autant plus que, dès l'évocation du nom de Smiley (nommé Jim), Wheeler, qui a coincé son interlocuteur, commence à lui raconter, sur un ton monotone, une longue histoire burlesque qui ennuie profondément l'auteur.
Jim Smiley est un parieur compulsif, pariant sur les choses les plus incongrues, sur la mort d'une personne comme sur son chien Andrew Jackson, et même sur des oiseaux. Un jour, un étranger est d'accord pour parier 40 dollars que la grenouille de Jim, nommée Dan'l Webster, peut être battue au saut. Pendant que Jim va chercher une grenouille pour son adversaire, celui-ci fait avaler des plombs à Dan qui, alourdie par le poids, ne peut sauter. Jim perd le pari, mais, se rendant compte de la supercherie, il se met à la poursuite de l'étranger.
À ce moment, Wheeler est interrompu, laisse le narrateur quelques minutes qui en profite pour tenter de s'échapper. Mais, alors qu'il part, Wheeler revient, et commence à lui raconter une autre histoire à propos de Smiley qui « avait une vache jaune qui était borgne, et qui n’avait pas de queue, ou presque pas, juste un petit bout long comme une banane, et… ». Dégouté, le narrateur s'en va.

## Éditions, réception et polémique

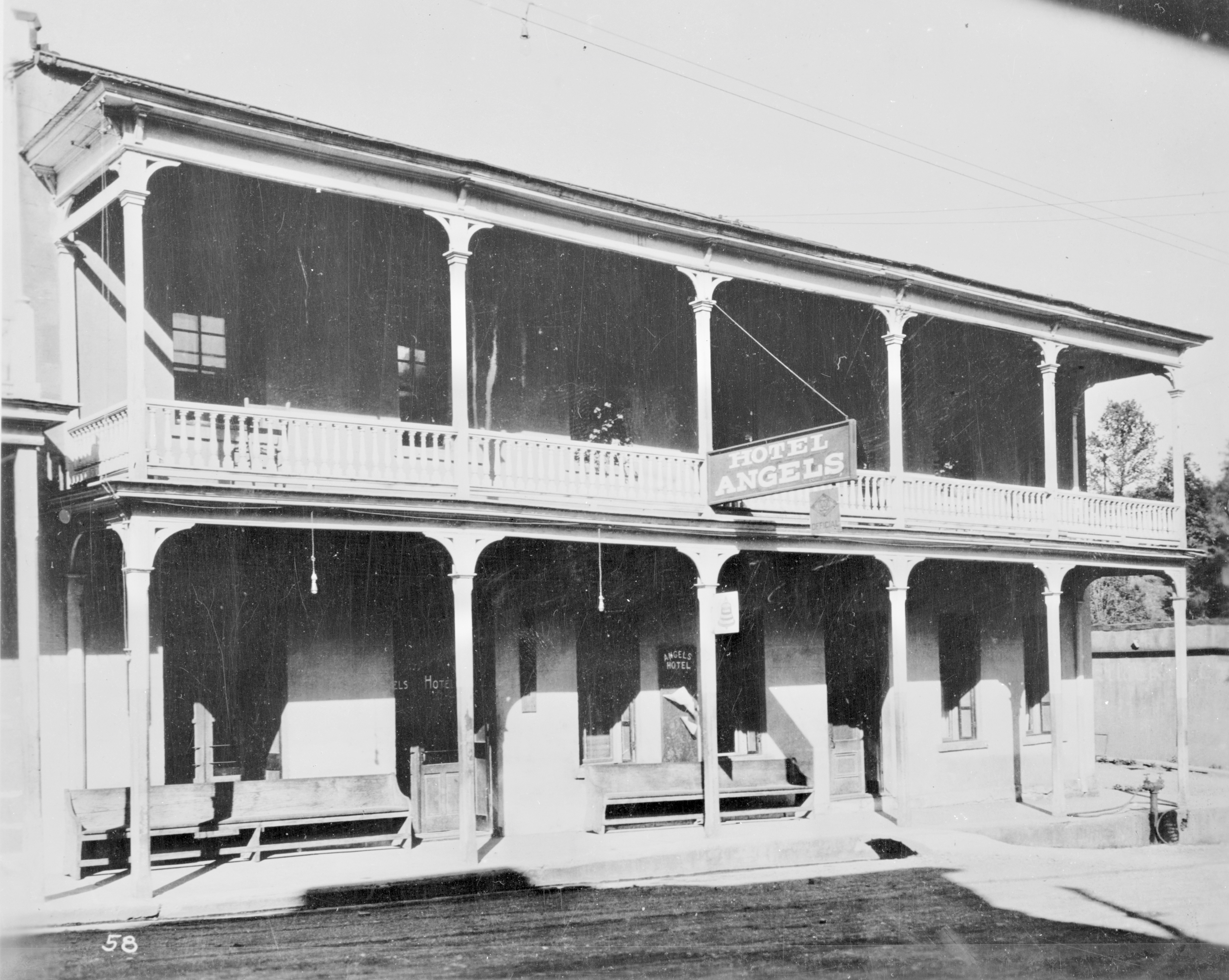
Angels Hotel où Twain entendit raconter l'histoire

Twain a donné quelques informations dans son Autobiographie sur la genèse de ce texte. Vers 1865, Artemas Ward donnait des conférences et passa en Californie, et c'est à San Francisco que Twain lui raconta l'histoire de la grenouille sauteuse. Ward lui demanda de l'écrire pour l'inclure dans un livre en préparation. Mais quand Twain en eut terminé la rédaction, le livre était déjà près d'être imprimé, aussi l'éditeur, Carleton, envoya-t-il l'histoire au Saturday Press, un journal qui était près de sa fin, qui la publia le 18 novembre 1865 sous le titre Jim Smiley and His Jumping Frog. Le texte devint très populaire et fut rapidement réimprimé dans de nombreux magazines et journaux, ce qui conduisit l'auteur à en faire son premier livre, en y joignant d'autres contes de la même époque, livre dont il fut tiré une première édition de seulement 1 000 exemplaires.
James Russell Lowell qualifia le texte de « plus beau morceau d'humour écrit en Amérique », mais Twain était quelque peu déçu par cette réception, car il n'avait pas une très haute estime de la qualité littéraire de son œuvre.
Le texte fut traduit en français dès 1872 par Thérèse Bentzon, et publié dans la Revue des deux Mondes. Cette traduction est célèbre à cause de la réplique sévère qu'elle suscita chez l'auteur.
Twain réédita en effet le texte original accompagné de cette traduction française, elle-même retraduite mot à mot en anglais, en conservant la grammaire française. Il voulait montrer que l'humour américain s'était totalement perdu dans la traduction en un français littéraire très éloigné de la tradition américaine du récit oral (tall tale). Twain voulait ainsi marquer la différence qui existe, selon lui, entre les formes d'humour nationales :

« Le conte humoristique est américain, le conte comique est anglais, le conte spirituel, français. L’effet de l’histoire humoristique dépend de la manière dont elle est racontée ; celui de l’histoire comique et de l'histoire spirituelle dépend du sujet. »

Ainsi, pour Twain, le caractère oral de l'histoire, c'est-à-dire, la manière dont elle est racontée, devait-elle absolument être respectée pour en conserver la force humoristique.
Une autre anecdote célèbre à propos de la réception de ce texte est l'adaptation qu'en fit Arthur Sidgwick dans Greek Prose Composition, sous le titre The Athenian and the frog, en négligeant d'attribuer l'histoire à son auteur, car il la pensait suffisamment connue de tous. Mais cela fit croire que le sujet était réellement d'origine grecque, impression renforcée par une certaine ressemblance avec les Fables d'Ésope, et Mark Twain lui-même fut près d'y croire, jusqu'à sa rencontre avec Sidgwick en personne, en 1899, qui clarifia la situation. Mark Twain raconte cette anecdote dans l'édition de 1903 du texte.

## Jumping Frog Jubilee, documentaire et films
Chaque année, le comté de Calaveras organise un concours de saut de grenouille, le Jumping Frog Jubilee, en l'honneur de l'œuvre de Mark Twain. Le réalisateur Justin Bookey en a fait un documentaire en 2005, inspiré du conte de Twain, intitulé Jump. Dans la série de télévision We are the champions, L'épisode dirigé par Brian Golden Davis Frog Jumping est consacré à la même compétition, et fait mention du conte de Mark Twain en conseillant « it's awesome, google it ».
La Célèbre grenouille a également été adapté dans deux films portant le même titre : Les Aventures de Mark Twain (le film de 1944 et le film d'animation de 1985 (en)) et dans Best Man Wins (en).

### Éditions
- The Celebrated Jumping Frog of Calaveras County, C.H. Webb, New York, 1867 (édition originale consultable en ligne)
- Esquisses anciennes et nouvelles, 1875
- The Jumping Frog: In English, Then in French, Then Clawed Back Into a Civilized Language Once More by Patient, Unremunerated Toil, Harper & Brothers, 1903 (édition avec la première traduction française, retraduite en anglais par Twain)
- The Writings of Mark Twain, vol. VII : Sketches New and Old, Introduction par Albert Bigelow Paine, Gabriel Wells, New York, 1922 (édition du texte, avec quelques informations sur celui-ci en introduction par Paine)

### Traductions et autres
- 1re traduction française : Thérèse Bentzon, « Les humoristes américains : I. Mark Twain », Revue des deux Mondes, vol. 100,‎ 15 juillet 1872, p. 313–335 (314–319) (lire en ligne)
- The Athenian and the frog, in Introduction to Greek prose composition; with exercises, Arthur Sidgwick, Ginn et company, 1878 (1re édition)
- La Célèbre Grenouille sauteuse du comté de Calaveras, traduit par Gabriel de Lautrec, in Contes choisis, Nelson éditeurs, 19??
- La Célèbre Grenouille sauteuse du comté de Calaveras, Edition bilingue français-anglais, Alidades, 2007,  (ISBN 978-2-906266-71-1)

### Articles
- Mark Twain, A Biography, by Albert Bigelow Paine, voir Part I, Chapter XLIX : The Jumping Frog et Part I, Chapter LI : The Corner-Stone
- Emmanuelle Ertel, « "La célèbre grenouille sauteuse", ou Traduire l’Amérique », Poétique de l'étranger, Université Paris VIII, no 4,‎ 2003, p. 36–37 (lire en ligne)

## La grenouille sauteuse...
Ce conte pourrait avoir été inspiré par la grenouille Rana draytonii (Grenouille à pattes rouges de Californie), réputée être l'amphibien meilleur sauteur, pouvant sauter jusqu'à 6 m (record), autrefois commune, mais aujourd'hui en voie de disparition et faisant l'objet d'un plan de réintroduction (9 pontes ont été observées en 2017 dans le comté),. 